# Cmentarz wojenny w Dąbrowie Tarnawackiej
Cmentarz wojenny w Dąbrowie Tarnawackiej – cmentarz z pierwszej i drugiej wojny światowej znajdujący się we wsi Dąbrowa Tarnawacka w województwie lubelskim, w powiecie tomaszowskim, w gminie Tarnawatka.
Cmentarz założono w 1915, nieznana jest liczba pierwotnie pochowanych. Z pierwotnego założenia zachował się kopiec z krzyżem. Obecnie ma kształt litery "L" i otoczony jest metalowym parkanem.
W kolejnej wojnie pochowano tu ok. 300 żołnierzy polskich poległych w dniach 17 - 20 września 1939 w pierwszej bitwie pod Tomaszowem Lubelskim.